# Kalborn
Kalborn (luxemburgisch Kaalberⓘ) ist ein Ortsteil von Clerf, Kanton Clerf, im Großherzogtum Luxemburg.

## Lage
Kalborn liegt ganz im Osten von Luxemburg direkt an der Grenze zu Deutschland. Der Ort liegt oberhalb des Tals der Our. Einziger Nachbarort ist das westlich gelegene Heinerscheid. Östlich im Ourtal liegt nur die Kalborner Mühle. Durch den Ort verläuft die CR 339.

## Allgemeines
Kalborn ist mit seinen 56 Einwohnern einer der kleinsten Ortsteile von Clerf. In der Ortsmitte steht die Appoloniakapelle.
Am 22. September 1944 wurden hier sieben Männer grundlos von einem deutschen Leutnant getötet.